# Kornatka (Bobrowiec)
Kornatka – nieoficjalny przysiółek wsi Bobrowiec w Polsce, położony w województwie pomorskim, w powiecie starogardzkim, w gminie Smętowo Graniczne.
W latach 1975–1998 miejscowość administracyjnie należała do województwa gdańskiego.